# Olga Lau
Olga Andrea Mathilde Lau (født 11. marts 1875 i Næstved, død 1960 i Espergærde) var en dansk maler. Hun blev født i Næstved i 1875. Forældrene var vævermester, manufakturhandler Asmus Henrik Christian Lau og Elise Margrethe Olsen. Olga Lau døde i 1960 i Espergærde. Hun blev begravet på Næstved Kirkegård..

## Liv og virke
Allerede som 11-årig modtog Olga Lau tegneundervisning. Det var hos landskabsmaleren Rudolf Berthelsen (1828-1921), der var ansat som tegnelærer på Herlufsholm Kostskole. Hendes opvækstmiljø stimulerede hendes udvikling på det kunstneriske område, idet der i familien på fædrene side var vævere, som selv komponerede deres mønstre. Olga Lau fortæller, her citeret: "Da jeg kom til verden, havde far et væveri. Ikke som farfars med damask og linned. Det var farverne, far dyrkede. Fine uldne kjolestoffer i mønstre og farver så skønne, at de nu om stunder skulle blive revet bort - som dengang" - og hun fortsætter: "Far havde en stærkt udviklet farvesans, og han har da også fået adskillige medaljer på nordiske industri- og kunstudstillinger. Som ung tog han undervisning i tegning og maling".
Olga Lau fortsatte efter tegneundervisningen hos Rudolf Berthelsen med et undervisningsforløb på Teknisk Skole i Næstved.
Efter tiden på maleren Sophus Vermehrens Malerskole i København blev Olga Lau optaget på Kunstakademiets Kunstskole for Kvinder, hos maleren Viggo Johansen. Skolen blev af stor betydning for hende, ikke blot på grund af undervisningen, men også på grund af de medstuderende kvinder. Historikeren Birgit Bjerre skriver således i biografien om Christine Swane: "... så fik hun dog veninder, andre kvinder med de samme ambitioner om at gøre sig gældende som malere. Emilie Demant, Olga Lau, Cathrine Svendsen, Karen Broe og Olga Jensen gik alle på Akademiet samtidig med Christine, de blev nære veninder og senere i adskillige tilfælde også udstillingskammerater. Christine delte værelse med Olga Lau på Værnehjemmet Bethania".
Olga Lau debuterede på Charlottenborgs Forårsudstilling 1901. Her udstillede hun jævnligt i årene frem til 1944. Hun var i 1922 medlem af censurkomitéen for udstillingen og i 1923-1926 medlem af udstillingskomitéen. Olga Lau blev den første kvinde, der blev medlem af udstillingskomitéen og dermed fik indflydelse på fordelingen af midler fra Udstillingsfonden, bestilling af portrætter m.v.
Anmelderne fik øjnene op for hendes arbejde på Charlottenborgs Forårsudstilling i 1908. Kritikeren Jens Thiis skrev i Politiken: "Af alle udstillingens interiører er to små studier af Olga Lau nok de mest maleriske. Når dette utvivlsomme malertalent stilles over for et rødbrunt køkkenskab, en stol med et blåt forklæde, en rustrød kat, vækker det næsten Courbet´ske fornemmelser hos hende. En stuekrog med en gammel blåtrukken sofa og et vaklende sybord ved hun af hensætte med sikker farvesans og svært-mættet pensel. Et stilleben med blomkål og løg bringer een til at tænke på Chardin, og studien af en gammel fransk bondekone og et barn synes at være malt Daumier in memoriam. Frk. Lau har således valgt sig de bedste forbilleder og lært fortræffelige ting af dem, som man glæder sig til at se hende benytte med fuld frimodig selvstændighed. Thi hun åbenbarer en rigtig malerbegavelse nok til at styre sin egen kurs... "
I akademitiden modtog Olga Lau mange stipendier, der satte hende i stand til at rejse til udlandet og studere de gamle mestre inden for malerfaget. Hun rejste således til Dresden, Holland og Paris, og senere til Berlin. I Holland inspireredes hun ikke blot af malerne, men også af naturen og lysets skiften over landskaberne. Dragør, hvor hun var bosat i årene 1907-1914, gav Olga Lau mulighed for at arbejde med de gamle særegne byrum i byen og med landskaberne på Amager. I 1912 lejede hun en bolig på Amager sammen med Viggo Johansens datter, billedhuggeren Nanna Ullman.
1919 modtog Olga Lau "Det Anckerske Legat", en fornem pris. Legatet gav hende mulighed for yderligere udlandsrejser og ophold. I Italien studerede hun freskomaleri og antikkens skulpturer. Hun iagttog menneskelivet og landskaberne, for eksempel i Positano og Anticoli Corrado i Abruzzerne, og opholdet, som varede fra 1927 til 1928, udviklede hendes kunst på adskillige måder.
Fra omkring 1923 var Olga Lau bosat i Gudhjem på Bornholm. Her boede hun til kort tid inden sin død. I denne periode udstillede hun kun sjældent, men koncentrerede sig om sit arbejde med kunst. Hun udtalte i et avisinterview: "Jeg bor på Bornholm, og jeg elsker den ø, der er så smukt, og for mig har klippeøen været en erstatning for Italien, hvor jeg levede i flere år og har befundet mig allerbedst. Hvad jeg især holder af ved Bornholm er farverne, det vekslende lys. Farverne er smukkere end i Italien, fordi de er mere vekslende, mere nuancerede. I syden gør den stærke sol det hele mere ensartet." Andre kvindelige kunstnere opholdt sig på Bornholm og havde kontakt med Olga Lau i tidsrummet, som for eksempel maleren Anna Klindt Sørensen, der besøgte øen i ca. fire måneder i 1939 og blandt andet boede hos Olga Lau i Gudhjem.

### Organisatorisk virke
Livet som kunstner var gået godt for Olga Lau. Men hun havde skarpt øje for den manglende ligestilling mellem kvindelige og mandlige kunstnere og var et aktivt medlem af Kvindelige Kunstneres Samfund, som stiftedes i 1916. Hun var medlem af bestyrelsen 1921-1927. Kunsthistorikeren Sofie Olesdatter Bastiansen beskriver det faglige arbejde i foreningen, og hun tager afsæt i en skrivelse, Kvindelige Kunstneres Samfund sendte til Akademirådet i 1924, som protest mod, at rådet efter maleren Olga Jensens udtrædelse atter stod uden et kvindeligt medlem: "I KKS-arkivet findes to udkast til protestskrivelsen til Akademirådet sendt i 1924. Èt skrevet med Olga Laus karakteristiske håndskrift og et maskinskrevet. Det maskinskrevne er dateret 12. marts 1924 og adresseret til Elisabeth Neckelmann, der bliver bedt om at overveje udkastet, med hilsen fra Sophie Pedersen og Julie Madsen. På bestyrelsesmødet to dage senere blev formuleringerne diskuteret og den endelige protest vedtaget. Særligt ét ord ændrer tone og betydning: hvor kravet om et kvindeligt medlem af Akademirådet går fra et "ønske" til med Neckelmanns rettelse til at blive til "forlange". Protestskrivelsen vandt ikke genklang i Akademirådet, og enden på historien blev, at Kvindelige Kunstneres Samfund valgte at opstille sin egen liste til Kunstnersamfundets valg af tre medlemmer til Akademirådets malersektion i 1925. Opstillingslisten var underskrevet af de opstillede kunstnere og stillerne Helvig Kinch, Olga Lau, Marie Henriques, Marie Graae, Sophie Pedersen og Elisabeth Neckelmann. Strategien virkede imidlertid ikke; det var på det tidspunkt ikke muligt at få stemmer nok til kvindelige kandidater på egen liste.
Olga Lau deltog 18. september - 14. oktober 1920 på Kvindelige Kunstneres Retrospektive Udstilling i Den Fries Udstillingsbygning med seks oliemalerier, og hun deltog 15. november - 2. december 1930 i Kunstforeningens udstilling "Arbejder af medlemmer af Kvindelige Kunstneres Samfund". Kunstforeningens adresse var på dette tidspunkt Frederiksholms Kanal 4.

## Uddannelse
- 1886 Elev hos tegnelærer Rudolf Bertelsen, Herlufsholm
- 1896-1897 Sophus Vermehrens Malerskole i København
- 1898-1904 Kunstakademiets Kunstskole for Kvinder, hos Viggo Johansen

## Rejser og udlandsophold
- 1903 Dresden
- 1904 Holland
- 1906 Paris
- 1906-1907 Holland
- 1912 Berlin
- 1914-1919, 1920-1921, 1927-1928 Italien

## Udstillinger
- 1901 Debut på Charlottenborgs Forårsudstilling
- 1905 De afviste
- 1909 Kunstnernes Efterårsudstilling
- 1914 Den Baltiske Udstilling, Malmø
- 1918-1919 Rom

- 1920 Kvindelige Kunstneres Retrospektive Udstilling i Den Fries Udstillingsbygning
- 1927 Danish National Exhibition, Brooklyn
- 1929, 1938, 1959 Charlottenborgs Efterårsudstilling
- 1929 Toronto
- 1930 Kvindelige Kunstneres Samfund, Kunstforeningen
- 1941 Nordisk Konstutställning, Stockholm
- 1974 Hodde Tistrup Hallen
- 1980 Danske Kvindelige Kunstnere, Statens Museum for Kunst
- 1983 Gudhjem Museum

## Separatudstillinger
- 1913, 1951 Winkel & Magnussen
- 1919 Kleis Kunsthandel, København
- 1930 Århus Kunstbygning
- 1951 Bornholms Museum, retrospektiv
- 1983 Gudhjem Museum

## Stillinger og hverv
- 1922 Medlem af censurkomitéen for Charlottenborgs Forårsudstilling
- 1923-1926 Medlem af udstillingskomitéen for Charlottenborgs Forårsudstilling

## Stipendier og udmærkelser
- 1902, 1904 J.J. Levin
- 1904-1906, 1908, 1912, 1915 Akademiets stipendier
- 1907 Raben-Levetzaus Legat
- 1914 Serdin Hansens Præmie
- 1919 Det Anckerske Legat
- 1942, 1858 Aug. Schiøtt
- 1943 Benny Claudi-Pedersen

## Værker i offentlig eje
- 1906 Statens Museum for Kunst: Min moder
- 1923 Storstrøms Kunstmuseum: Den gamle kone med blomsterne
- 1926 Trapholt: Gammel kvinde med tørklæde
- 1930 Bornholms Kunstmuseum: Tidligt forår i Gudhjem
- U. å. Gudhjem Museum: Bærplukkerne